# Martin D. Ginsburg
Pour les articles homonymes, voir Ginsburg.
Martin David Ginsburg, né le 10 juin 1932 à Brooklyn et mort le 27 juin 2010, est un avocat, expert en droit fiscal et universitaire américain. 
Il a été professeur de droit à l'université de Georgetown à Washington et conseiller du cabinet Fried, Frank, Harris, Shriver & Jacobson.
Il est également connu pour être le mari de Ruth Bader Ginsburg, juge de la Cour suprême des États-Unis et deuxième femme nommée à la plus haute juridiction fédérale des États-Unis.

## Biographie
Martin Ginsburg est né à Brooklyn, fils d'Evelyn (née Bayer) et Morris Ginsburg (directeur de magasin), et a grandi à Long Island (New York). Ginsburg obtient un diplôme de droit à l'université Cornell en 1953, puis un doctorat de la faculté de droit de Harvard en 1958. Il est une star de l'équipe de golf de Cornell. Ginsburg épouse Joan Ruth Bader en 1954. Cette même année, Ginsburg, officier du Reserve Officer'  Training Corps dans la réserve de l'armée de terre, est appelé au service actif et est affecté à Fort Sill, en Oklahoma,. En 1956, il retourne à l'école de droit, tandis que sa femme entre à la faculté de droit de Harvard.

### Carrière
Martin Ginsburg rejoint en 1958 le cabinet Weil, Gotshal & Manges. Il est admis au barreau de New York en 1959 et de Washington dans les années 1980.
Il a enseigné à la faculté de droit de New York en tant que professeur adjoint de 1967 à 1979. Il est professeur invité à la faculté de droit de Stanford en 1977-1978, à la faculté de droit de Harvard (1985-1986), à la faculté de droit de l'université de Chicago (1989-1990), et à l'université de New-York (1992-1993). Il est nommé professeur à la faculté de droit de l'université Columbia de 1979 à 1980, et à Georgetown, à partir de 1980 jusqu'à sa mort en 2010.
En 1971, le cabinet de Ginsburg représentait H. Ross Perot dans le cadre d'une affaire, et les deux hommes devinrent des amis proches. Après que le président Jimmy Carter a nommé son épouse à la Cour d'appel pour le circuit du District de Columbia en 1980, Ginsburg a sollicité Perot et d'autres amis influents pour assurer sa confirmation au Sénat. En 1984, Ginsburg résout les questions fiscales complexes qui menacent l'acquisition de General Motors par Perot.

### Vie personnelle
Peu de temps après avoir obtenu son diplôme de l'Université Cornell en 1954, Ginsburg a épousé Ruth Bader Ginsburg. Tous les deux étudient le droit à Harvard.
Martin soutient la carrière de son épouse et remarque : « Ce n'est pas un sacrifice, c'est une famille ». Ce soutien était mutuel dans le couple,.

### Décès
Ginsburg est décédé d'un cancer le 27 juin 2010. Il est enterré au cimetière national d'Arlington.

## Dans la culture populaire
Dans le film Une femme d'exception, sorti en 2018, qui relate les débuts de Ruth Bader Ginsburg, Martin est incarné par Armie Hammer et Ruth par Felicity Jones.